# Пењафлор
Пењафлор (шп. Peñaflor) је општина у Чилеу. По подацима са пописа из 2002. године број становника у месту је био 63.209.

## Демографија
| 2002.  |
| ------ |
| 63,209 |